# Regimento de Engenharia N.º 3
O Regimento de Engenharia N.º 3 (RE3) MHA • MHM  é uma unidade militar do Exército Português, instalada no quartel de Paramos em Espinho.
O RE3 tem como encargos, para com a componente operacional do sistema de forças do Exército, o aprontamento da Companhia de Engenharia orgânica da Brigada de Intervenção e da Companhia de Engenharia das Forças de Apoio Geral.
O RE3 colabora ainda - nos termos legais e e na sequência de determinações superiores - em ações no âmbito das missões de interesse público, designadamente no apoio à Autoridade Nacional de Proteção Civil - em caso de catástrofes - e na melhoria das condições de vida das populações, através da realização de trabalhos gerais de engenharia na vertente das construções horizontais.

## Historia
O RE3 tem origem no Batalhão de Engenharia N.º 3 (BE3) criado em 1955, no Campo Militar de Santa Margarida, o qual integrava a 3.ª Divisão do Corpo de Exército Português atribuída ao SHAPE (Supremo Quartel-General das Potências Aliadas na Europa) como encargo nacional português para a OTAN.
Na sequência do Decreto-Lei n.º 181/76 de 4 de maio, o BE3 foi transferido para Espinho e transformado no Regimento de Engenharia de Espinho (REE). A partir de 31 de julho de 1976, o REE aquartelou-se no Quartel de Paramos, ao sul de Espinho, junto ao Aeródromo de Espinho. Aquele quartel tinha sido antes ocupado pelo Grupo Independente de Aviação de Caça (entre 1948 e 1953), pela guarnição do Aeródromo de Manobra N.º 1 (entre 1953 e 1956), pelo Grupo de Artilharia Contra Aeronaves N.º 3 (entre 1955 e 1976) e por um destacamento do Regimento de Cavalaria do Porto.
Pelo Despacho n.º 72 do ministro da Defesa Nacional, a 30 de junho de 1993, o REE passou a designar-se "Regimento de Engenharia N.º 3".

## Condecorações
- A 14 de Abril de 1994 foi feito Membro-Honorário da Ordem do Mérito[1]
- A 5 de Maio de 2013 foi feito Membro-Honorário da Ordem Militar de Avis[1]